# Grinder
Grinder är en tidigare tätort i Grue kommun i Innlandet fylke i östra Norge. Orten ligger vid Solørbanan, där riksväg 2 möter fylkesväg 2046, öster om älven Glomma.
Sedan 2013 räknas orten inte längre som en tätort.